# Franz Rütger von Haren
Franz Rütger von Haren (auch Franz von Haren oder Franz Rutger von Haren; * vor 1676 in Betuwe; † 14. Oktober 1724 in Mainz) war ein deutscher Rechtswissenschaftler und Hochschullehrer.

## Leben
Harens exakte Herkunft und frühe Ausbildung ist weitgehend unbekannt. Am 2. Januar 1676 wurde er Kanoniker am Stift St. Peter in Mainz. An der Universität Mainz wurde er am 1. April 1680 zum Lic. iur. graduiert und kurz darauf, am 16. August 1680, dort als Nachfolger von Johann Bentzel (1639–1722) auf die Stelle eines ordentlichen Professors der Rechte berufen. Er lehrte neben dem Kanonischen Recht das Bürgerliche Recht. Seine Promotion zum Doktor der Rechte erfolgte ebenfalls in Mainz am 11. Februar 1688. In den Jahren 1695, 1703, 1708, 1711 und 1714 bekleidete er das Amt des Dekans der Juristischen Fakultät. Außerdem war er zeitweise Kanzler der Universität.
Haren war darüber hinaus Erzbischöflich Kurmainzer Geistlicher Rat, apostolischer Protonotar sowie kaiserlicher Hofpfalzgraf.

## Werke (Auswahl)
- De foro competente, Mainz 1702.
- De rebus ecclesiae, alienandis, vel non et de periculo & commodo rei venditae, Mayer, Mainz 1709.
- De cambiis, Mayer, Mainz 1716.
- De consiliariis et consilio principis, Mayer, Mainz 1719.
- De mora ex utroque jure junctis summariis, Mayer, Mainz 1719.